# 娅米拉·罗德里格斯
娅米拉·塔玛拉·罗德里格斯（西班牙語：Yamila Tamara Rodríguez；1998年1月24日—），阿根廷女子足球运动员，司职前锋，目前效力于桑托斯足球俱乐部和阿根廷国家女子足球队。她曾代表阿根廷参加2023年国际足联女子世界杯和2024年美洲女子金杯等多场国际赛事。